# Lophozosterops
Lophozosterops es un género de aves de la familia Zosteropidae. Las seis especies se distribuyen a través de las islas de la Sonda (Indonesia) y las Filipinas. Generalmente, las especies y subespecies tienen distribuciones restringidas, a una sola o unas pocas islas, pero ninguna especie se considera en peligro a nivel mundial.

## Especies
Se reconocen las siguientes especies:
- Lophozosterops dohertyi – anteojitos crestado
- Lophozosterops goodfellowi – anteojitos enmascarado.
- Lophozosterops javanicus – anteojitos de Java.
- Lophozosterops pinaiae – anteojitos cabecigrís.
- Lophozosterops squamiceps – anteojitos cabecirrayado.
- Lophozosterops superciliaris – anteojitos cejiamarillo.